# روبرت نورث برادبري
روبرت نورث برادبري (بالإنجليزية: Robert N. Bradbury)‏ هو منتج أفلام وكاتب سيناريو ومخرج أمريكي، ولد في 23 مارس 1886 في والا والا في الولايات المتحدة، وتوفي في 24 نوفمبر 1949 في غلينديل في الولايات المتحدة.

## وصلات خارجية
- روبرت نورث برادبري على موقع IMDb (الإنجليزية)
- روبرت نورث برادبري على موقع ألو سيني (الفرنسية)
- روبرت نورث برادبري على موقع أول موفي (الإنجليزية)
- روبرت نورث برادبري على موقع قاعدة بيانات الأفلام السويدية (السويدية)
- روبرت نورث برادبري على موقع قاعدة بيانات الفيلم (الإنجليزية)
- روبرت نورث برادبري على موقع كينوبويسك (الروسية)